# Municipio de Mahoning (condado de Lawrence)
El municipio de Mahoning (en inglés: Mahoning Township) es un municipio ubicado en el condado de Lawrence en el estado estadounidense de Pensilvania. En el año 2000 tenía una población de 3.447 habitantes y una densidad poblacional de 54 personas por km².

## Geografía
El municipio de Mahoning se encuentra ubicado en las coordenadas 40°59′30″N 80°30′29″O / 40.99167, -80.50806.

## Demografía
Según la Oficina del Censo en 2000 los ingresos medios por hogar en la localidad eran de $32,267 y los ingresos medios por familia eran de $39,635. Los hombres tenían unos ingresos medios de $32,985 frente a los $21,810 para las mujeres. La renta per cápita de la localidad era de $15,878. Alrededor del 10,8% de la población estaba por debajo del umbral de pobreza.